# Neocodia albidivisa
Neocodia albidivisa är en fjärilsart som beskrevs av Paul Dognin 1914. Neocodia albidivisa ingår i släktet Neocodia och familjen nattflyn. Inga underarter finns listade i Catalogue of Life.